# Mura (affluente dell'Angara)
La Mura (in russo Мура?) è un fiume della Russia siberiana orientale, affluente di sinistra dell'Angara. Scorre nel Čunskij rajon dell'oblast' di Irkutsk e nei rajon Kežemskij e Bogučanskij del Territorio di Krasnojarsk.
Il fiume ha origine sull'altopiano Birjusinskoe (Бирюсинское плато), scorre in direzione nord-occidentale e percorre poi l'altopiano dell'Angara in una profonda valle. Nei tratti inferiori ci sono spaccature rocciose; vicino alla foce forma un estuario simile a un fiordo. Sfocia nell'Angara a 383 km dalla foce. Il fiume ha una lunghezza di 330 km e il suo bacino è di 10 800 km².
Lungo il suo corso tocca vari piccoli villaggi.